# Christian Hannick
Christian Hannick (* 3. September 1944 in Neufchâteau, Belgien) ist ein belgischer Slawist.

## Ausbildung
Hannick studierte von 1964 bis 1967 slawische Sprachwissenschaft, semitische Philologie und Indogermanistik an der Universität Bonn. Von 1967 bis 1969 studierte er an der Universität Wien Byzantinistik, slawische Sprachwissenschaft und Philosophie. Zu seinen akademischen Lehrern zählen Herbert Hunger und Josip Hamm. Nach seiner Promotion 1969 arbeitete er am Institut für neutestamentliche Theologie an der Universität Münster bei Kurt Aland. Von 1981 bis 1993 war er Professor für slawische Sprachwissenschaft an der Universität Trier. Von 1993 bis zu seiner Emeritierung 2009 war er Professor für Slawistik an der Julius-Maximilians-Universität Würzburg. 1990 wurde er korrespondierendes Mitglied der Österreichischen und 2002 der Sächsischen Akademie der Wissenschaften. 2019 wurde er zum auswärtigen Mitglied der Russischen Akademie der Wissenschaften gewählt.

## Forschungsinteressen
Hannicks Interessen liegen auf dem Gebiet der älteren slawischen Sprachwissenschaft, der Beziehung zwischen Byzanz, Armeniern, Georgiern und den Slawen, der slawischen Geistesgeschichte (vor allem in Russland und bei den Südslawen), älterer kirchenslawischer Musik, byzantinischer Musikgeschichte und der Kirchengeschichte in Ost- und Südeuropa.